# Marco Genucio Augurino
Marco Genucio Augurino (en latín, Marcus Genucius Augurinus) fue cónsul de la República Romana, en 445 a. C., con Cayo Curcio Filón y era hermano del cónsul del 451 a. C. Tito Genucio Augurino.

## Carrera política
Durante su consulado, la magistratura de los tribunos con poderes consulares (tribuni militum consulari potestate) fue instituida, y la lex Canuleia entró en vigor, ley que permitía el matrimonio entre patricios y plebeyos.